# Veen
Veen  é uma aldeia no município neerlandês de Aalburg, na província de Brabante do Norte com cerca de 2 450 habitantes (31 de dezembro de 2008, fonte: CBS). Está localizada na margem esquerda do Afgedamde Maas, na Terra de Heusden e Altena. Uma balsa faz a ligação de Veen com a aldeia de Aalst, na província da Guéldria, do outro lado do Afgedamde Maas. O nome Veen (Vene) aparece pela primeira vez em documentos de 1108.

## História
Veen aparece no mapa Grote of Zuid-Hollandse Waard, de 1200, localizada entre Heusden e Dordrecht. Toda essa região pertencia à província da Holanda do Sul, posteriormente, a Terra de Heusden e Altena foi adicionada a Brabante do Norte.

### Gerardus de Vene
A fonte que menciona pela primeira vez a aldeia, data de 26 de junho de 1108. Este é o dia em que Gerardus de Vene, em Aalburg, participa de uma sessão solene com o bispo de Utrecht, onde a igreja de Aalburg reembolsa o gabinete de Sint-Truiden e seu tutor, Floris II, Conde da Holanda. Gerardus, muito provavelmente, era o líder da aldeia de Veen.

### Senhoria
Veen foi uma antiga senhoria, cujo direito de propriedade pertencia ao conde da Holanda. Até 1811 Veen possuía o seu próprio quadro administrativo e judicial. Posteriormente essas funções passaram para a competência de Heusden. Somente em 1780 foi que as questões de natureza penal voltaram a serem resolvidas pela própria aldeia.
Veen foi um município até 1973, quando tornou-se parte de Aalburg.

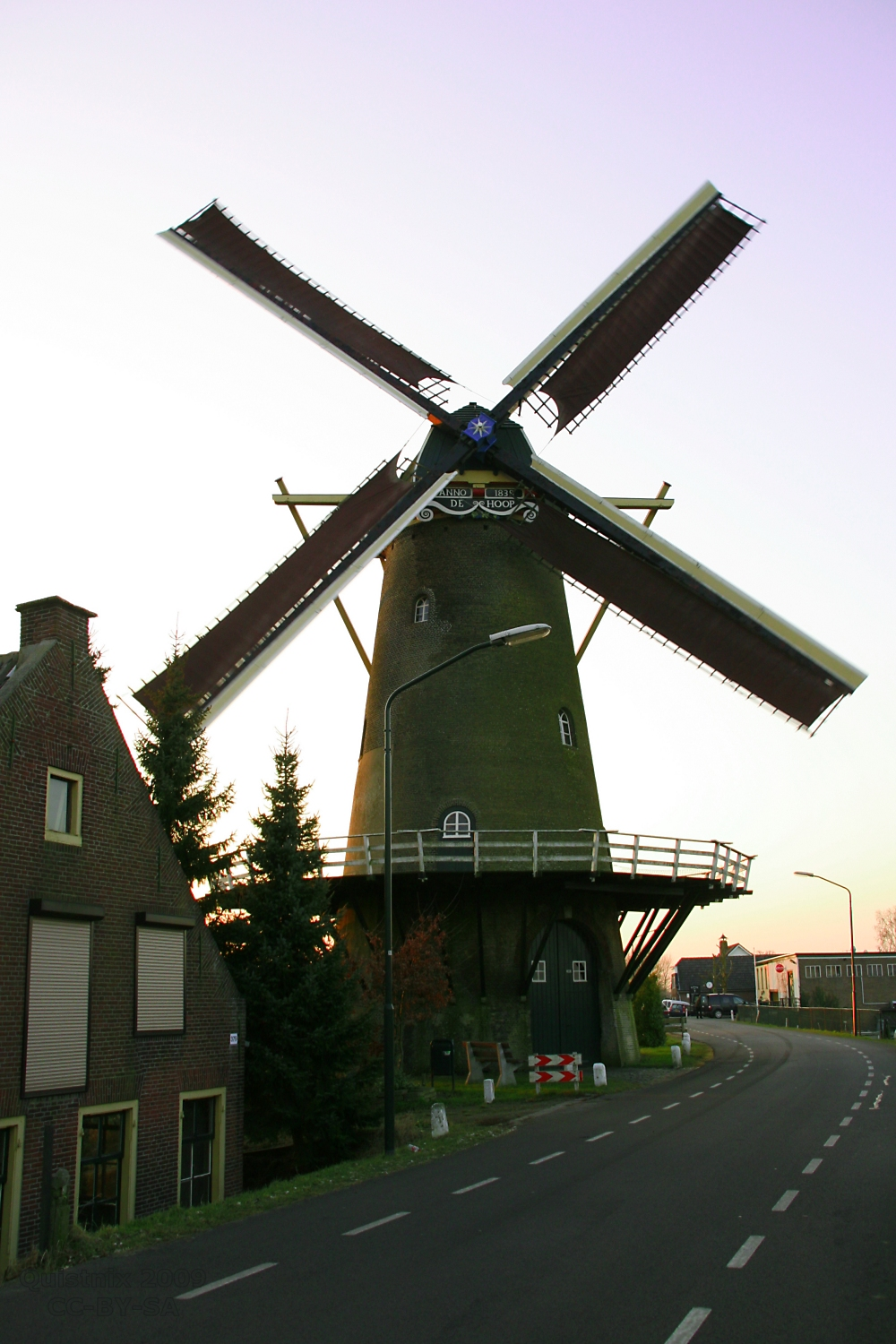
O moinho de vento Esperança (De Hoop) em Veen.